# Ochus subvittatus
Ochus subvittatus är en fjärilsart som beskrevs av Moore 1878. Ochus subvittatus ingår i släktet Ochus och familjen tjockhuvuden. Inga underarter finns listade i Catalogue of Life.